# Блэкли, Уильям Эрвис
Уи́льям Э́рвис Блэ́кли (англ. William Arvis Blakley; 17 ноября 1898, Майами-Стейшен, Миссури — 5 января 1976, Даллас, Техас) — американский политик и бизнесмен, сенатор США от штата Техас в 1957 и 1961 годах, член демократической партии.

## Биография
Уильям Эрвис Блэкли родился в Майами-Стейшен, штат Миссури, 17 ноября 1898 года в семье Уильяма Дж. Блэкли (William J. Blakley, 1870—1950)  и Мэри Блэкли (Mary E. Blakley, 1870—1942). Вскоре после этого их семья переехала в Арапахо, Оклахома.
Во время Первой мировой войны У.Э. Блэкли служил в армии США. После этого, в начале 1925 года он переместился в Даллас. Он изучал бухгалтерское дело и стал сертифицированным аудитором (CPA). Он также самостоятельно изучал юриспруденцию, и в 1933 году получил право на юридическую практику, после чего стал работать в юридической фирме в Далласе.
С этого времени, он начал покупать землю, которая хорошо росла в цене. В какой-то момент он владел 250 000 акров земли в Техасе и Нью-Мексико. После этого он вложил часть денег в страховые и банковые компании, а также в добычу нефти. Одно время он также владел 34 % акций авиакомпании Braniff International Airways. В результате он стал обладателем крупного состояния, и в 1957 году вошёл в список самых богатых людей США, составленный журналом Fortune ("Wealthiest Americans — 1957"), где его состояние оценивалось от 100 до 200 миллионов долларов.
В 1957 году сенатор США от Техаса Прайс Дэниел стал губернатором Техаса. В связи с этим уходящий с поста губернатора Аллан Шиверс назначил Уильяма Э. Блэкли сенатором с 15 января 1957 года, до того, как на внеочередных выборах будет избран новый сенатор. Сам Блэкли в этих выборах не участвовал и ушёл с поста сенатора 28 апреля 1957 года, а его преемником стал победивший на выборах Ральф Ярборо.
В 1958 году Блэкли принял участие в регулярных выборах сенатора США от Техаса, однако проиграл первичные выборы Ральфу Ярборо, который в результате остался на посту сенатора.
В 1961 году другой сенатор от Техаса Линдон Джонсон оставил свой пост, чтобы стать вице-президентом США. Тогда губернатор Техаса Прайс Дэниел назначил Уильяма Э. Блэкли сенатором США (с 3 января 1961 года). Блэкли также участвовал в последующих за этим внеочередных выборах сенатора, но с небольшим преимуществом его опередил республиканец Джон Тауэр, который сменил Блэкли на посту сенатора 14 июня 1961 года.
После этого Уильям Эрвис Блэкли оставил политику и опять занялся делами, связанными с его бизнесом. Блэкли скончался в Далласе 5 января 1976 года. Он похоронен на кладбище Рестленд (англ. Restland Cemetery) в Далласе.

## Память
В честь Уильяма Э. Блэкли названа библиотека Далласского университета — William A. Blakley Library. Этот университет расположен в городе Ирвинг рядом с Далласом.